# Stephen Pate
Stephen Pate (ur. 25 stycznia 1964 w Melbourne) – australijski kolarz torowy i szosowy, pięciokrotny medalista torowych mistrzostw świata.

## Kariera
Największy sukces w karierze Stephen Pate osiągnął w 1988 roku, kiedy zdobył złoty medal sprincie indywidualnym na mistrzostwach świata w Gandawie. Dwa lata później, podczas mistrzostw świata w Maebashi w tej samej konkurencji był trzeci, ulegając jedynie Niemcowi Michaelowi Hübnerowi i Włochowi Claudio Golinellemu. Na mistrzostwach świata w Walencji w 1992 roku Pate był drugi w keirinie, przegrywając tylko z Hübnerem, a w 1993 roku razem z Dannym Dayem zdobył srebro w tandemach na mistrzostwach świata w Hamar. Ostatni medal zdobył na mistrzostwach świata w Manchesterze w 1996 roku, gdzie wspólnie ze Scottem McGrorym rywalizację w madisonie zakończył na drugiej pozycji. Nigdy nie brał udziału w igrzyskach olimpijskich, ale wielokrotnie zdobywał medale mistrzostw kraju.